# Censo electoral
El censo electoral o padrón electoral es el documento o papel donde constan el conjunto de personas físicas y  jurídicas a las que la legislación de cada país o las normas de una institución, reconocen el derecho al sufragio activo para elegir a sus representantes, bien en una institución política, bien en una entidad privada o pública.

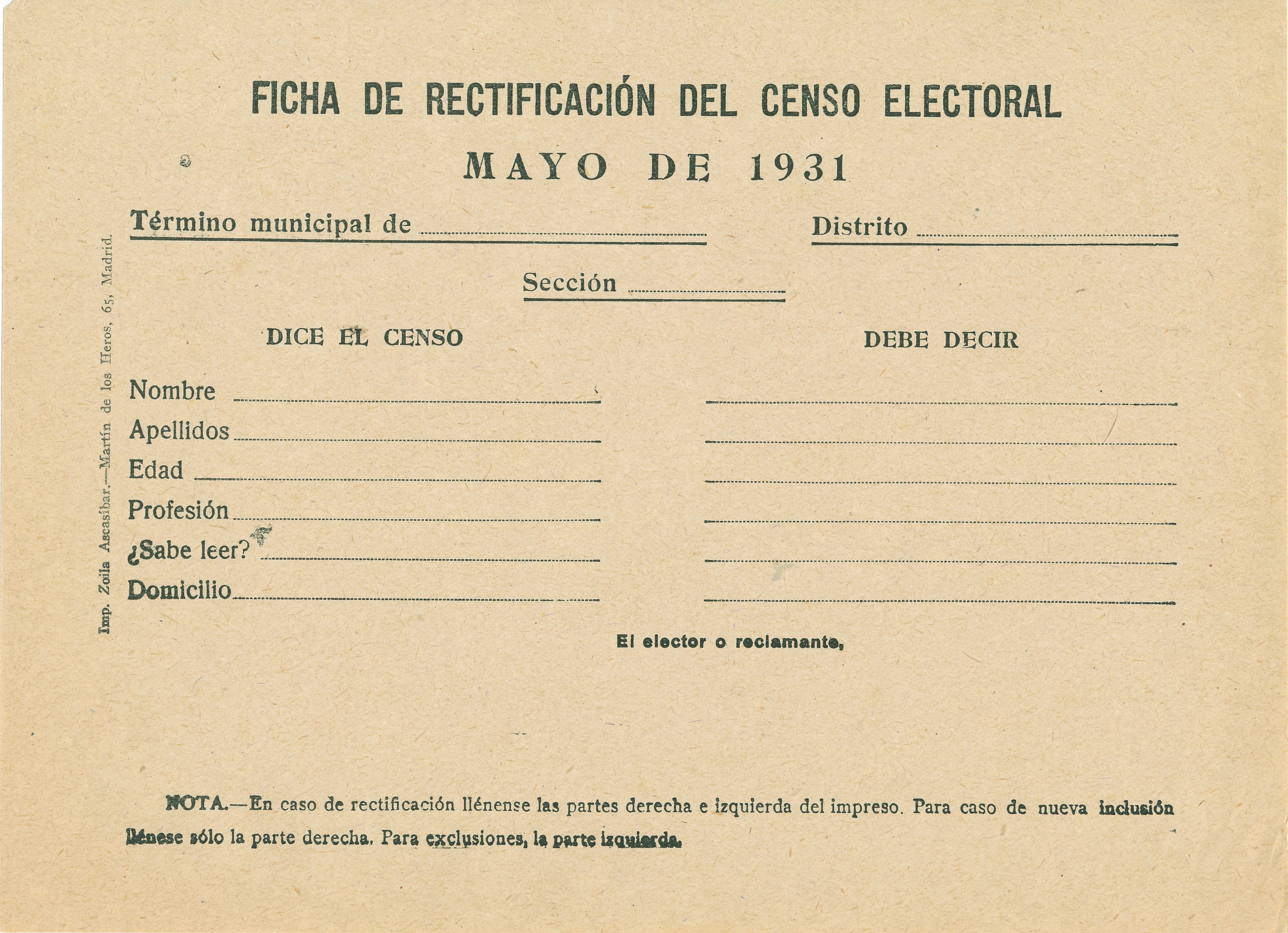
Ficha de rectificación del censo electoral. Mayo de 1931. España.

De manera general y común, el término se emplea para fijar las personas físicas que tienen derecho a participar en un proceso electoral concreto de contenido político y que no se encuentren privados de dicho derecho. A modo de ejemplo, la Ley Orgánica de Régimen Electoral General en España señala que "el censo electoral contiene la inscripción de quienes reúnen los requisitos para ser elector y no se hallen privados, definitiva o temporalmente, del derecho de sufragio". Así, en términos jurídico-constitucionales, el censo electoral reúne las siguientes características:
1. Es un registro o documento público, elaborado por la propia administración, normalmente la del Estado, en el que figuran las personas físicas mayores de edad con derecho a voto para todos o algunos procesos electorales.
2. La elaboración está sometida generalmente a regulación legal de carácter garantista y encomendada a una o más entidades públicas, con lo que se pretende evitar el fraude electoral.
3. Puede ser único (igual para todos los procesos electorales a celebrar en un mismo período) o múltiple, cuando los requisitos exigibles para cada proceso son distintos.
4. Es público, es decir, constituye un documento al que deben y pueden tener acceso todos los ciudadanos, garantía del derecho fundamental al sufragio.
5. Es dinámico, y por lo tanto varía en función de los procesos de actualización de las bases de datos que representa.
6. En muchos países constituye un derecho fundamental estar inscrito en él, por extensión del derecho de sufragio, y como tal invocable directamente ante los tribunales de justicia en procesos rápidos y preferentes.
7. No siempre está formado por personas físicas en función de su capacidad personal (mayoría de edad), sino que también coexisten en los países no democráticos modelos políticos en los que el censo solo recoge a aquellos que poseen rentas altas, propiedades inmobiliarias, o, en general, reúnen determinadas condiciones relacionadas con el nivel de riqueza, la nacionalidad o la religión.

A nivel de entidades públicas y privadas, asociaciones y empresas, los censos electorales son instrumentos que permiten recoger las personas físicas o jurídicas a las que se reconoce el derecho al voto en los procesos electivos propios. Así, los censos electorales de trabajadores por cuenta ajena en las empresas sirven para el desarrollo de las elecciones sindicales; los de las asambleas de socios de empresas, fijan quienes tienen derecho a voto en la elección de los miembros de los consejos de administración u órganos directivos; los de las entidades o asociaciones permiten la elección de los miembros representantes de los mismos, etcétera. En estos casos, y en función del carácter más o menos público de la representación que ostentan los elegidos, la legislación de cada país establece normas precisas. Así, es común que el derecho mercantil regule las condiciones de elaboración de los censos electorales de los accionistas de las empresas; que la legislación laboral y sindical regule los censos en las elecciones sindicales o las normas jurídicas determinen los procesos de elaboración de los censos electorales de las entidades o asociaciones privadas a las que la legislación o los textos constitucionales reconocen determinadas funciones públicas o representación (cámaras de comercio, partidos políticos, ...) para garantizar su correcto funcionamiento.